# 密告はうたう
『密告はうたう』（みっこくはうたう）は、伊兼源太郎による警察小説。
2017年3月17日に単行本が書き下ろしで実業之日本社から発売された。その後『密告はうたう 警視庁監察ファイル』（みっこくはうたう けいしちょうかんさつファイル）に改題され、2019年4月5日に実業之日本社文庫版が発売された。「警視庁監察ファイル」シリーズの第1作。
2021年、WOWOWでテレビドラマ化された。

## あらすじ
「警察の中の警察」と称される警視庁警務部人事一課監察係は4万人を超える警察職員の不正を暴くための部署であり、警察内部の規律を守るために同じ警察官を疑い、見張りや尾行などを行う。監察の結果によっては警察官を依願退職に追い込むこともあり、同僚からは煙たがられる存在である。
人事一課監察係に佐良が配属されて1年が経った12月のある日、人事一課に「府中運転免許試験場の皆口菜子が免許証データを売っている」というタレコミが届く。監察官の能馬は佐良に、佐良より役職・階級が上である係長の須賀と組んで、皆口を行確（行動確認）することを命じる。皆口は佐良の池袋西署時代の同僚だったが、去年の夏の出来事がきっかけで佐良は皆口を信用できなくなっていた。
2年前、武蔵野市の町工場で殺人事件が発生する。佐良は警視庁刑事部捜査一課の兵隊頭として、佐良の後輩で皆口の婚約者でもある斎藤らと捜査を行った。捜査本部は吉祥寺署に置かれ、当時吉祥寺署刑事課にいた皆口も加わった。しかし何者かによって捜査情報が新聞社に漏らされ、更に事件発生から半年後の8月の終わり、荒川沿いの工場で斎藤が拳銃で撃たれ、帰らぬ人となる。

## 登場人物
佐良（さら）
警視庁警務部人事一課監察係主任。
警視庁刑事部捜査一課強行班第四係に所属していたが、相勤だった後輩・斎藤の殉職後に人事一課へ異動となる。
5年前、池袋西署のケイセイ（刑事生活安全組織犯罪対策課）にいたころに担当した目白駅暴行殺人事件は現在も未解決で、今でも半年に一度は池袋西署を訪れている。
須賀（すが）
警視庁警務部人事一課監察係長として、複数の班をまとめる。
公安部出身で、首にした警官の数はトップクラスと言われている。「長袖の須賀」と呼ばれている。
能馬（のうま）
警視庁警務部人事一課監察官。公安部出身。「能面の能馬」という異名を持つ。
皆口菜子（みなぐち さいこ）
警視庁交通部・府中運転免許試験場の職員。
7年前の池袋西署交通課時代、ケイセイへの異動を志望し、同じ署にいた佐良に推薦してもらった。
以降、刑事畑を歩んでいたが、婚約者の斎藤の殉職後に吉祥寺署刑事課から府中運転免許試験場へ異動となる。
タレコミにより免許証データを横流ししていることが疑われ、監察係の行確（行動確認）の対象となる。
斎藤（さいとう）
元警視庁刑事部捜査一課員。佐良が捜査一課にいたときの後輩で、皆口の婚約者だった。
武蔵野市で起きた殺人事件の捜査中に、拳銃で撃たれ殉職する。
宇田（うだ）
高井戸署刑事課主任。元池袋西署員。「武者」と呼ばれている。
梶原（かじわら）
宇田がいる高井戸署の署長。目黒駅暴行殺人事件発生当時は、佐良・皆口・宇田がいた池袋西署の署長だった。
堤（つつみ）
成城署の署長。斎藤殉職当時は、皆口がいた吉祥寺署の署長だった。
石黒（いしぐろ）
元高井戸署組織犯罪対策課員。
新穂（にいほ）
警視庁刑事部捜査一課の未解決事件を扱う係に所属。
現在は捜査一課強行班第四係にいたころに担当していた目黒駅暴行殺人事件の専従捜査班長として、池袋西署に常駐する。
北澤（きたざわ）
警視庁刑事部鑑識課員。元警視庁刑事部捜査一課員。佐良と同期。斎藤の同じ大学の先輩。
佐々木茂（ささき しげる）
フリーライターを名乗る男。
虎島正太（とらしま しょうた）
弁護士。佐良とは小学校からのつきあい。
六角（ろっかく）
警視庁警務部長。歴代の警務部長の中では珍しく、これまで公安部を経験せずに刑事畑を歩んできた。
中西（なかにし）
警視庁警務部人事一課監察係で、佐良が所属する班の班長を務める。公安部出身。
猿飛才蔵（さるとび さいぞう）
情報屋。
川南（かわなみ）
警視庁刑事部捜査一課長。「豆タンク」と呼ばれている。
高崎（たかさき）
警視庁刑事部捜査一課管理官。
夏木（なつき）
早稲田署生活安全課員。元池袋西署員。皆口の姉貴分。

## 書誌情報
- 伊兼源太郎 『密告はうたう』（のち文庫化され、『密告はうたう 警視庁監察ファイル』に改題）
  - 単行本：2017年3月17日発売、実業之日本社、ISBN 978-4-408-53702-3
  - 文庫本：2019年4月5日発売、実業之日本社文庫、ISBN 978-4-408-55470-9、解説：池上冬樹

## オーディオブック

### kikubon版
2021年8月3日より、kikubonで配信された。朗読は下山吉光。

### Audible版
2021年12月24日より、Audibleで配信された。朗読は川上晃二。

## テレビドラマ
『密告はうたう 警視庁監察ファイル』のタイトルで、2021年8月22日から9月26日まで毎週日曜 22時 - 23時にWOWOWプライムとWOWOW 4Kの「連続ドラマW」で放送された。監督は内片輝、主演はWOWOWドラマ初出演の松岡昌宏。
2024年には、『ブラックリスト 警視庁監察ファイル』『残響 警視庁監察ファイル』を原作とした続編『密告はうたう2 警視庁監察ファイル』が放送された（詳細はブラックリスト 警視庁監察ファイル#テレビドラマ）。

### キャスト
- 佐良正輝（警視庁警務部人事第一課監察係主任・警部補） - 松岡昌宏
- 皆口菜子（警視庁交通部運転免許本部府中試験場免許課・巡査部長） - 泉里香[7][8]
- 須賀透（警視庁警務部人事第一課監察係長・警部） - 池田鉄洋[7][8]
- 宇田邦弘（警視庁高井戸南警察署刑事課主任・警部補） - 三浦誠己[7][8]
- 斎藤康太（元警視庁刑事部捜査第一課・元巡査部長[注釈 1]） - 戸塚祥太（A.B.C-Z）[7][8]
- 夏木麻美（警視庁早稲田警察署生活安全課） - 秋元才加[7][8]
- 北澤勝俊（警視庁刑事部鑑識課） - 眞島秀和[7][8]
- 新穂昭人（警視庁刑事部捜査第一課） - ブラザートム[11]
- 滝本勇介（倉庫警備員） - 松浦祐也[12]
- 佐々木茂（情報屋・モグリの廃品業者） - アキラ100%[13]
- 梶原武治（警視庁高井戸南警察署長・警視） - 甲本雅裕[7][8]
- 中西祐三（警視庁警務部人事第一課班長） - 木下ほうか
- 石黒久徳（元警視庁高井戸南警察署組対課・元巡査部長） - 木村祐一[11]
- 堤忠男（警視庁吉祥寺警察署長・警視） - 鶴見辰吾[7][8]
- 能馬慶一郎（警視庁警務部人事第一課監察官・警視） - 仲村トオル[7][8]

#### ゲスト

##### 第1話
- 猿飛（情報屋） - 水澤紳吾[14]（第3話）

##### 第2話
- バーテンダー - 丸藤正道[15]
- 宇田庸子（宇田刑事の妻） - 河井青葉[14]（第3話・第5話）
- 宇田結菜（宇田刑事の娘） - 志水心音[14]（第3話・第5話）

##### 第3話
- 高崎（警視庁刑事部捜査第一課） - 千葉哲也[16]（第5話）
- 免許課長（皆口の上司・警視庁交通部運転免許本部府中試験場免許課長） - 大西武志（第5話）

##### 第4話
- 三谷美紀（目白駅刺殺事件の目撃者） - 末広ゆい[17]（第5話）

##### 第5話
- 文書保管室室員 - 藤井尊弘[18]
- 看護師（皆口が入院している病院の看護師） - 土井玲奈[19]（最終話）

### スタッフ
- 原作 - 伊兼源太郎 『密告はうたう 警視庁監察ファイル』（実業之日本社文庫刊）
- 監督 - 内片輝
- 脚本 - 鈴木謙一
- 音楽 - 大間々昂
- 企画・プロデュース - 武田吉孝、下田淳行
- プロデューサー - 井口正俊、星野秀樹
- 制作プロダクション - ツインズジャパン
- 製作著作 - WOWOW

### 放送日程
| 各話   | 放送日  |
| ------ | ------- |
| 第一話 | 8月22日 |
| 第二話 | 8月29日 |
| 第三話 | 9月05日 |
| 第四話 | 9月12日 |
| 第五話 | 9月19日 |
| 最終話 | 9月26日 |

| WOWOW 連続ドラマW 日曜オリジナルドラマ   | WOWOW 連続ドラマW 日曜オリジナルドラマ                      | WOWOW 連続ドラマW 日曜オリジナルドラマ                    |
| 前番組                                   | 番組名                                                      | 次番組                                                    |
| ---------------------------------------- | ----------------------------------------------------------- | --------------------------------------------------------- |
| 華麗なる一族 （2021年4月18日 - 7月11日） | 密告はうたう 警視庁監察ファイル （2021年8月22日 - 9月26日） | 宮部みゆき「ソロモンの偽証」 （2021年10月3日 - 11月21日） |